# The Bowery
 The Bowery és una pel·lícula estatunidenca dirigida per Raoul Walsh, estrenada el 1933.

## Argument
És una pel·lícula històrica del 1933 sobre el Lower East Side de Manhattan al tombant de segle. Va ser dirigida per Raoul Walsh i presenta Wallace Beery com el propietari del saloon Chuck Connors, George Raft com Steve Brodie, el primer home a saltar del Pont de Brooklyn, Jackie Cooper com a nen entremaliat, Fay Wray (en el mateix any que King Kong) com la dama principal, i Pert Kelton com a cantant de la sala del ball.
La pel·lícula no és exactament un retrat políticament incorrecte, més aviat és una presentació de les vistes i els comportaments comuns en aquella època.

## Repartiment
- Wallace Beery: Chuck Connors
- George Raft: Steve Brodie
- Jackie Cooper: Swipes McGurk
- Fay Wray: Lucy Calhoun
- Pert Kelton: Trixie Odbray
- Herman Bing: Max Herman
- Oscar Apfel: Ivan Rummel
- Ferdinand Munier: Honest Mike
- George Walsh: John L. Sullivan
- Lillian Harmer: Carrie A. Nation